# Archibald von Keyserling
Archibald Graf von Keyserling (* 6. Novemberjul. / 18. November 1882greg. in Augustenhof bei Grobiņa; † 15. Dezember 1951 in  Frankfurt am Main) war ein deutschbaltischer Marineoffizier. Von 1921 bis 1931 war er als Admiral höchster Offizier der lettischen Flotte.

## Leben
Archibald von Keyserlings Eltern waren die deutschbaltischen Adligen Gebhard von Keyserling und Sophie, geb. Baronesse von Offenberg. Archibald von Keyserling besuchte die Seekadettenschule in St. Petersburg. Als Offizier im russischen Ostasiatischen Geschwader war er 1905 Teilnehmer des Russisch-Japanischen Krieges unter anderem in der Seeschlacht vor Port Arthur. Später geriet er in japanische Kriegsgefangenschaft. Bis 1908 absolvierte Keyserling dann die Offiziersschule für U-Bootdienste in Libau und war in der Folgezeit bei der Baltischen Flotte eingesetzt.
Im Ersten Weltkrieg hatte er Kommandoposten auf verschiedenen Torpedobooten, U-Booten und dem Kreuzer Diana. Während der Zeit des Lettischen Unabhängigkeitskrieges war er als Offizier in der Baltischen Landeswehr, zuletzt im Stab des Obersten Alexander. Nach der Übernahme in die lettischen Streitkräfte wurde Keyserling zum Schöpfer der kleinen Marine des jungen lettischen Staates. Seit 1921 hatte er den Dienstgrad Admiral inne, seit 1924 als ranghöchster Seeoffizier die Dienststellung „Chef des Küstenschutzgeschwaders“. Die Tatsache, dass er Deutschbalte war, sowie sein aristokratischer Lebensstil führten dazu, dass er 1931 seinen Abschied nehmen musste. Offizieller Anlass für den Rücktritt waren Alkoholzuwendungen, die Keyserling unter lockerer Anwendung der Zollbestimmungen einigen seiner Offiziere während eines Seemanövers im estnischen Grenzgebiet hatte zugutekommen lassen. Als Pensionär lebte Keyserling abwechselnd in Riga und auf seinem Landhaus bei Altmocken (lettisch: Vecmoki). Er hatte verschiedene Aufsichtsratsposten inne und war unter anderem Ehrenvorsitzender des Rigaer Jachtclubs.
1939 siedelte er wie der Großteil der Deutschbalten ins Deutsche Reich über. Im Zweiten Weltkrieg war er als Berater für Schiffsbau und Werften tätig. Nach 1945 lebte er zuerst in Österreich, dann in Bad Mergentheim und schließlich in Frankfurt. Dort verstarb Archibald von Keyserling 1951; sein Grab befindet sich auf dem Hauptfriedhof Frankfurt.